# Thailand Open 2 2024 - Qualificazioni singolare
Le qualificazioni del singolare femminile del Thailand Open 2 2024 sono un torneo di tennis preliminare per accedere alla fase finale della manifestazione disputate il 14 e 15 settembre 2024. Le vincitrici dell'ultimo turno sono entrate di diritto nel tabellone principale. In caso di ritiro di una o più giocatrici aventi diritto a queste sono subentrati le lucky loser, ossia le giocatrici che hanno perso nell'ultimo turno ma che avevano una classifica più alta rispetto alle altre partecipanti che avevano comunque perso nel turno finale.

## Teste di serie
1. Taylah Preston (spostata nel tabellone principale)
2. Arianne Hartono (qualificata)
3. Tamara Zidanšek (spostata nel tabellone principale)
4. Wei Sijia (qualificata)
5. Mananchaya Sawangkaew (qualificata)
6. Ma Yexin (ultimo turno)

1. Gao Xinyu (qualificata)
2. Liang En-shuo (ultimo turno)
3. Tat'jana Prozorova (qualificata)
4. Ksenija Laskutova (qualificata)
5. Peangtarn Plipuech (primo turno)
6. Lara Salden (ultimo turno, ritirata)

## Qualificate
1. Ksenija Laskutova
2. Arianne Hartono
3. Tat'jana Prozorova

1. Wei Sijia
2. Mananchaya Sawangkaew
3. Gao Xinyu

## Tabellone

### Legenda
| - Q = Qualificato - WC = Wild card - LL = Lucky loser | - ALT = Alternate - SE = Special Exempt - PR = Protected Ranking | - w/o = Walkover - r = Ritirato - d = Squalificato |

### Sezione 1
|  | Primo turno | Primo turno       | Primo turno | Primo turno | Primo turno |  |  | Ultimo turno | Ultimo turno      | Ultimo turno      | Ultimo turno      | Ultimo turno      |  |
|  |             |                   |             |             |             |  |  |              |                   |                   |                   |                   |  |
|  |             | Bye               |             |             |             |  |  |              |                   |                   |                   |                   |  |
|  |             | Bye               | Bye         | Bye         | Bye         |  |  |              | Bye               | Bye               | Bye               | Bye               |  |
|  |             | Tang Qianhui      | 6           | 4           | 0r          |  |  | 10           | Ksenija Laskutova | Ksenija Laskutova | Ksenija Laskutova | Ksenija Laskutova |  |
|  | 10          | Ksenija Laskutova | 4           | 6           | 3           |  |  |              |                   |                   |                   |                   |  |

### Sezione 2
|  | Primo turno | Primo turno     | Primo turno     | Primo turno | Primo turno |  |  | Ultimo turno | Ultimo turno    | Ultimo turno | Ultimo turno | Ultimo turno |  |
|  |             |                 |                 |             |             |  |  |              |                 |              |              |              |  |
|  | 2           | Arianne Hartono | Arianne Hartono | 6           | 6           |  |  |              |                 |              |              |              |  |
|  | WC          | Maryna Kolb     | Maryna Kolb     | 0           | 0           |  |  | 2            | Arianne Hartono | 5            | 6            | 2            |  |
|  |             | Nadiia Kolb     | Nadiia Kolb     | 3           | 3           |  |  | 12           | Lara Salden     | 7            | 3            | 0r           |  |
|  | 12          | Lara Salden     | Lara Salden     | 6           | 6           |  |  |              |                 |              |              |              |  |

### Sezione 3
|  | Primo turno | Primo turno        | Primo turno        | Primo turno   | Primo turno   |  |  | Ultimo turno | Ultimo turno       | Ultimo turno       | Ultimo turno | Ultimo turno |  |
|  |             |                    |                    |               |               |  |  |              |                    |                    |              |              |  |
|  |             | Bye                |                    |               |               |  |  |              |                    |                    |              |              |  |
|  | WC          | Viera Deeperm      | Viera Deeperm      | Viera Deeperm | Viera Deeperm |  |  | WC           | Viera Deeperm      | Viera Deeperm      | 0            | 2            |  |
|  |             | Yuliana Lizarazo   | Yuliana Lizarazo   | 0             | 1             |  |  | 9            | Tat'jana Prozorova | Tat'jana Prozorova | 6            | 6            |  |
|  | 9           | Tat'jana Prozorova | Tat'jana Prozorova | 6             | 6             |  |  |              |                    |                    |              |              |  |

### Sezione 4
|  | Primo turno | Primo turno            | Primo turno            | Primo turno | Primo turno |  |  | Ultimo turno | Ultimo turno           | Ultimo turno           | Ultimo turno | Ultimo turno |  |
|  |             |                        |                        |             |             |  |  |              |                        |                        |              |              |  |
|  | 4           | Wei Sijia              | 6                      | 3           | 7           |  |  |              |                        |                        |              |              |  |
|  | WC          | Bunyawi Thamchaiwat    | 4                      | 6           | 5           |  |  | 4            | Wei Sijia              | Wei Sijia              | 6            | 7            |  |
|  |             | Priska Madelyn Nugroho | Priska Madelyn Nugroho | 7           | 6           |  |  |              | Priska Madelyn Nugroho | Priska Madelyn Nugroho | 4            | 5            |  |
|  | 11          | Peangtarn Plipuech     | Peangtarn Plipuech     | 62          | 4           |  |  |              |                        |                        |              |              |  |

### Sezione 5
|  | Primo turno | Primo turno           | Primo turno           | Primo turno | Primo turno |  |  | Ultimo turno | Ultimo turno          | Ultimo turno | Ultimo turno | Ultimo turno |  |
|  |             |                       |                       |             |             |  |  |              |                       |              |              |              |  |
|  | 5           | Mananchaya Sawangkaew | Mananchaya Sawangkaew | 6           | 6           |  |  |              |                       |              |              |              |  |
|  | WC          | Prarthana Thombare    | Prarthana Thombare    | 0           | 3           |  |  | 5            | Mananchaya Sawangkaew | 1            | 6            | 6            |  |
|  | WC          | Kamonwan Yodpetch     | Kamonwan Yodpetch     | 1           | 2           |  |  | 8            | Liang En-shuo         | 6            | 4            | 2            |  |
|  | 8           | Liang En-shuo         | Liang En-shuo         | 6           | 6           |  |  |              |                       |              |              |              |  |

### Sezione 6
|  | Primo turno | Primo turno    | Primo turno    | Primo turno | Primo turno |  |  | Ultimo turno | Ultimo turno | Ultimo turno | Ultimo turno | Ultimo turno |  |
|  |             |                |                |             |             |  |  |              |              |              |              |              |  |
|  | 6           | Ma Yexin       | Ma Yexin       | 7           | 6           |  |  |              |              |              |              |              |  |
|  |             | Freya Christie | Freya Christie | 5           | 1           |  |  | 6            | Ma Yexin     | 3            | 7            | 2            |  |
|  | WC          | Hou Yanan      | Hou Yanan      | 0           | 0           |  |  | 7            | Gao Xinyu    | 6            | 5            | 6            |  |
|  | 7           | Gao Xinyu      | Gao Xinyu      | 6           | 6           |  |  |              |              |              |              |              |  |